# العلاقات الأندورية الكيريباتية
العلاقات الأندورية الكيريباتية هي العلاقات الثنائية التي تجمع بين أندورا وكيريباتي.

## مقارنة بين البلدين
هذه مقارنة عامة ومرجعية للدولتين:
| وجه المقارنة                                              | أندورا                                                     | كيريباتي                        |
| --------------------------------------------------------- | ---------------------------------------------------------- | ------------------------------- |
| المساحة (كم2)                                             | 468                                                        | 811                             |
| عدد السكان (نسمة)                                         | 76.18 ألف                                                  | 116.40 ألف                      |
| الكثافة السكانية (ن./كم²)                                 | 16.28 ألف                                                  | 14.35 ألف                       |
| العاصمة                                                   | أندورا لا فيلا                                             | جنوب تاراوا                     |
| اللغة الرسمية                                             | اللغة الكتالونية                                           | لغة إنجليزية، اللغة الكيريباتية |
| العملة                                                    | يورو                                                       | دولار كريباتي، دولار أسترالي    |
| الناتج المحلي الإجمالي (بليون دولار)                      | 3.01 مليار                                                 | 196.15 مليون                    |
| الناتج المحلي الإجمالي (تعادل القوة الشرائية) بليون دولار |                                                            | 224.26 مليون                    |
| الناتج المحلي الإجمالي الاسمي للفرد دولار أمريكي          |                                                            | 1.42 ألف                        |
| الناتج المحلي الإجمالي للفرد دولار أمريكي                 |                                                            | 1.81 ألف                        |
| مؤشر التنمية البشرية                                      | 0.858                                                      | 0.590                           |
| رمز المكالمات الدولي                                      | +376                                                       | +686                            |
| رمز الإنترنت                                              | .ad                                                        | .ki                             |
| المنطقة الزمنية                                           | ت ع م+01:00، توقيت وسط أوروبا، ت ع م+02:00، أوروبا/أندورا ‏ |                                 |

## منظمات دولية مشتركة
يشترك البلدان في عضوية مجموعة من المنظمات الدولية، منها:
| علم المنظمة | اسم المنظمة                  | تاريخ انضمام أندورا | تاريخ انضمام كيريباتي |
| ----------- | ---------------------------- | ------------------- | --------------------- |
|             | يونسكو                       | 20 أكتوبر 1993      | 24 أكتوبر 1989        |
|             | الأمم المتحدة                | 28 يوليو 1993       | 14 سبتمبر 1999        |
|             | الاتحاد الدولي للاتصالات     | 12 نوفمبر 1993      | 3 نوفمبر 1986         |
|             | منظمة حظر الأسلحة الكيميائية | ?                   | ?                     |

## وصلات خارجية
- موقع وزارة الخارجية الأندورية